# Grzegorz Fitelberg

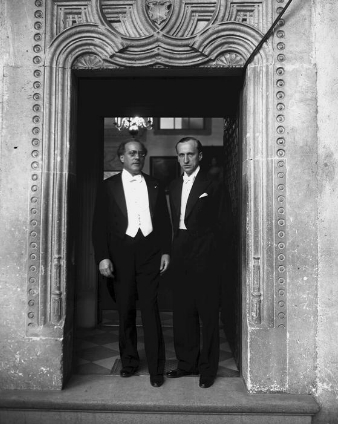
Grzegorz Fitelberg és Henryk Sztompka a Wawelben, 1937.

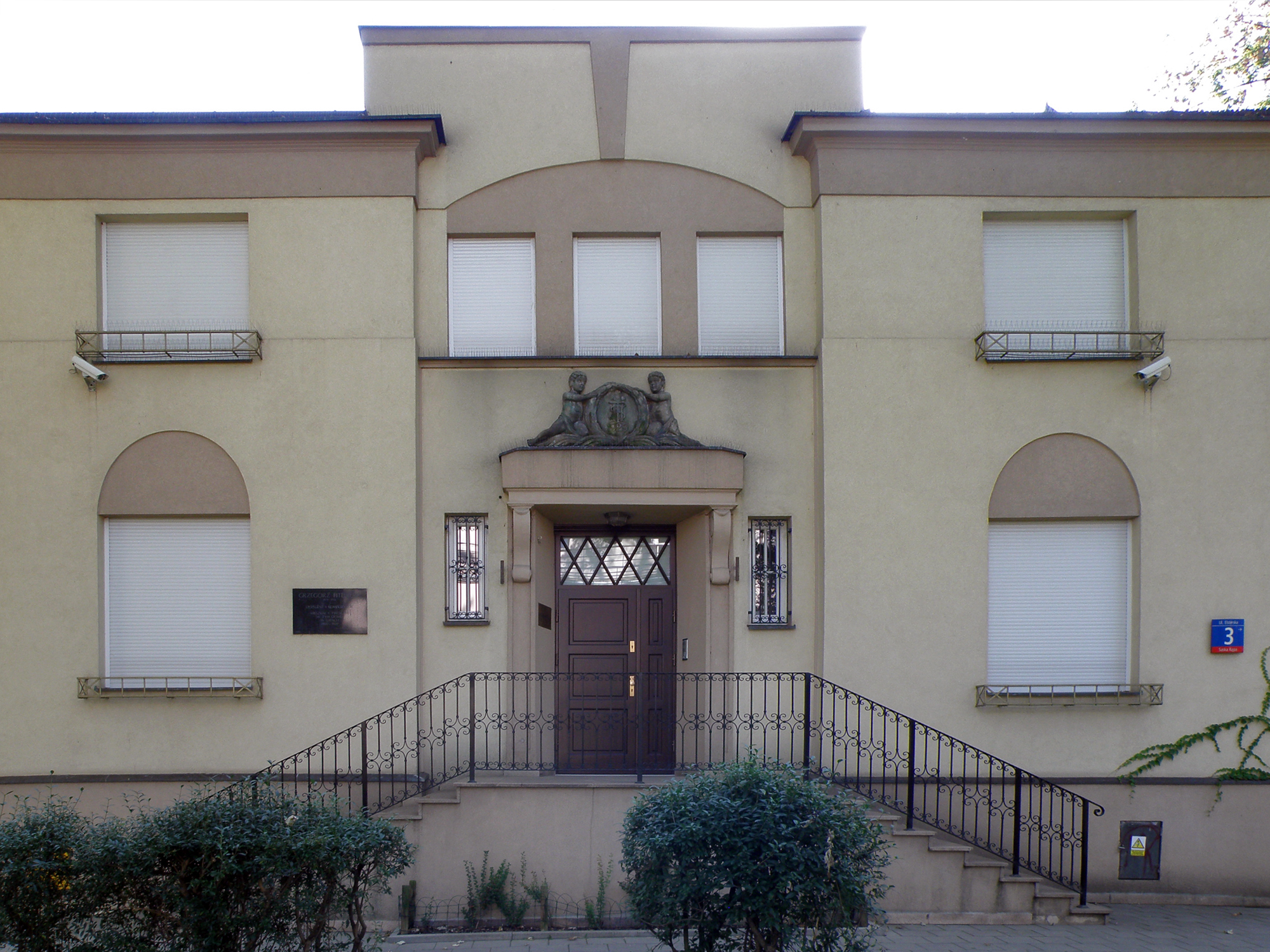
A varsói Elsterski utca 3. alatti ház, amelyben Grzegorz Fitelberg élt a feleségével.

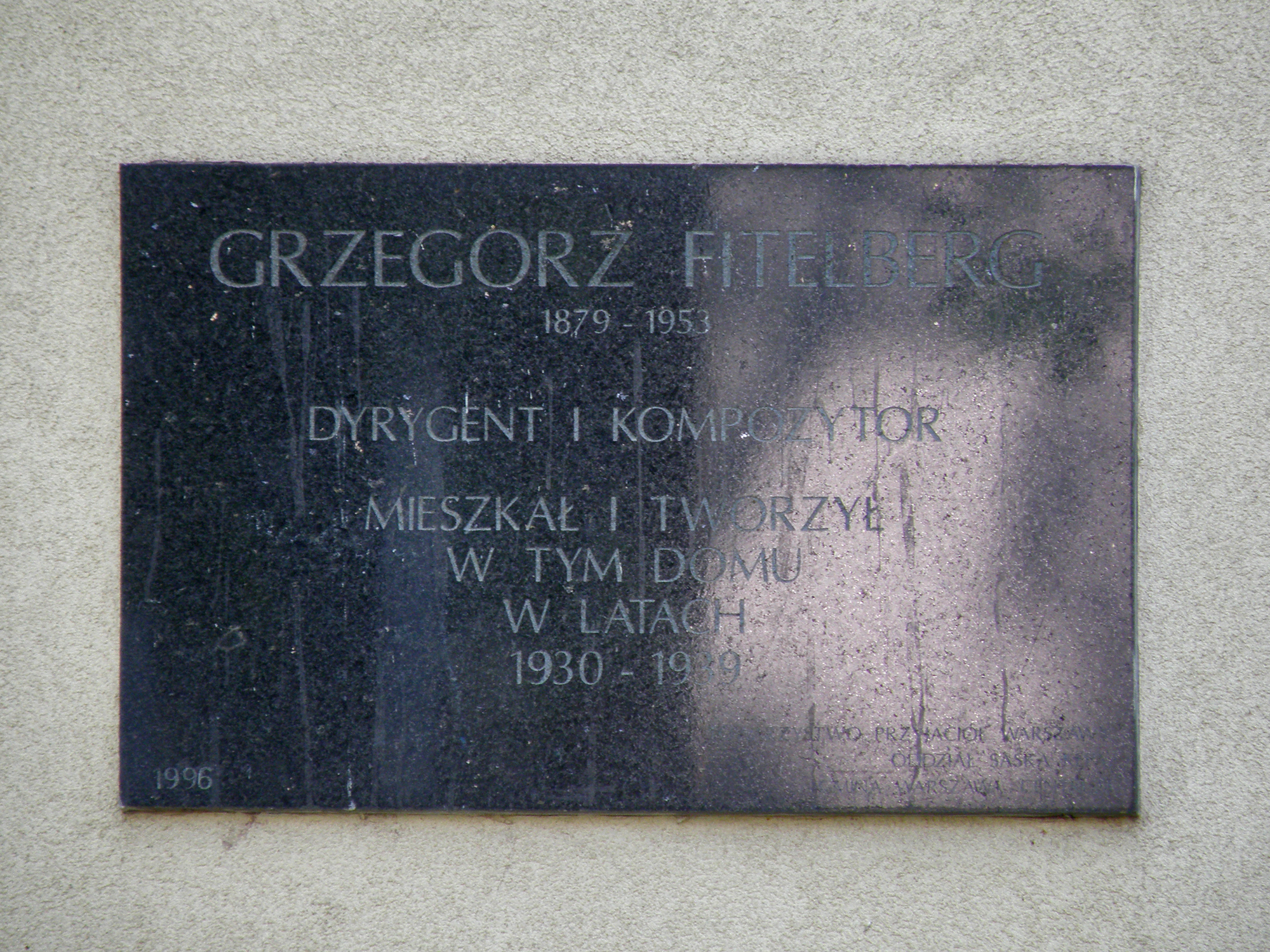
Emléktábla Grzegorz Fitelberg varsói házának falán.

Grzegorz Fitelberg (Dźwińsk, 1879. október 18. – Katowice 1953. június 10.) lengyel karmester, zeneszerző, hegedűművész és zenepedagógus.

## Élete, pályája
A katonazenész Hozjasz Fitelberg gyermekeként látta meg a napvilágot 1879. október 18-án az akkori Orosz Birodalomhoz tartozó Dźwińskben. 1891-1896 között a varsói Zenei Intézetben tanult: hegedűt Stanisław Barcewicz, zeneszerzést pedig Zygmunt Noskowski irányítása alatt. 1896-ban – Barcewicz ajánlásával – a Varsói Nagyszínház zenekarának hegedűse lett, 1901-től pedig a Varsói Filharmonikusok második hegedűs szekciójának koncertmestere is. Eközben mint komponista is magára vonta a figyelmet: 1898-ban első díjat nyert az Paderewski zeneszerzői versenyen, Lipcsében, hegedűre és zongorára írt a-moll szonátájával. 1901-ben hasonló sikert ért el a Maurycy Zamoyski gróf versenyén, Varsóban. Itt a hegedűre, csellóra és zongorára komponált f-moll triójával aratott diadalt.
Karmesterként az 1904/1905-ös évadban debütált, a Varsói Filharmonikusok élén. Muzsikusi pályájára igen nagy hatással volt 1901-es megismerkedése, majd barátsága és együttműködése Karol Szymanowskival. 1905-ben Szymanowskival, Ludomir Różyckival és Apolinary Szelutóval együtt alapították meg a „Młoda Polska” (Ifjú Lengyelország) zeneszerzői csoportot, illetve a „Spólka Nakładowa Młodych Kompozytorów Polskich” (Ifjú Lengyel Zeneszerzők Kiadóvállalata), melyet Władysław Lubomirski herceg támogatott, hogy előmozdítsa a kortárs lengyel zene ügyét.
1906-ban vezényelte először a Młoda Polska hangversenyeit, Varsóban (február 6.) illetve Berlinben (március 30.). Ezeken – Szymanowski, Karłowicz, Różycki és Szeluto művei mellett – saját szimfonikus költeményét, a Pieśń o sokole (Dal a sólyomról) című kompozíciót is előadták. Adolf Chybiński, a híres lengyel muzikológus így írt a benyomásairól:
Még azután is, hogy már harmadszor hallottam a Sólyom-ot, továbbra is azt a késztetést érzem, hogy újra meg újra meghallgassam, mivel minden alkalommal új, egyéni és gyönyörű megnyilvánulásait fedezem fel annak, miként győzedelmeskedik a szabad lélek a szolgaság és a megaláztatás fölött. Fitelberg nagyszerűen ismeri a zenekart és megvan az a képessége, hogy olyan mély, érzelmi atmoszférát teremtsen, mely a velőig hatol. Természetesen nem Gorkij művének egyszerű illusztrációjáról van szó: a komponista szükségét érezte, hogy kifejezze az érzéseit, és a szívéből szólóan írt. Ezen túl, csodálatos a hangszerelés, mindig érdekes a téma (több motívummal kombinálva) és kifinomult, mégis természetes a harmonizálás.
Az 1906/1907-es évadban többször is fellépett Berlinben, ahol Richard Strauss szimfonikus költeményeit vezényelte, a következő évadban pedig ő dirigálta a szerző Salome című operájának bemutatóját a Varsói Nagyszínházban. Az 1908-1911 közötti időszakban, a Varsói Filharmonikusok élén, fellépett Berlinben, Lipcsében, Drezdában és Bécsben is. 1908 nyarán a Rigához közel fekvő Majorenhof városka zenekarát irányította, ahol egy szeptember 12-i próbán előadták Szymanowski – akkor még befejezetlen – 2. szimfóniájának 1. tételét. (A teljes művet, melyet a szerző Fitelbergnek dedikált, 1911. április 7-én mutatták be, a Varsói Filharmonikusokkal.)
1912/1913-ban a bécsi Hofoper karmestere volt, de a Konzertverein zenekarral is dolgozott, akik 1912. április 25-26-án Krakkóban vendégszerepeltek. 1913-ban rövid időre visszatért Varsóba, majd Serge Koussewitzky meghívására Oroszországba utazott.
1914 és 1919 között Szentpéterváron. 1914. november 19-én egy lengyel zenei hangversenyt vezényelt, Moniuszko, Karłowicz, Szymanowski illetve a saját műveit. Az itt töltött évek során vezényelte a Zenés Drámai Színház, a Mariinszkij Színház és a Mihajlovszkij Színház zenekarát is. 1917-től az Orosz Állami Zenekar dirigense lett, és Koussewitzky távozása után ő került annak élére. Az 1920/1921-es évadban a Moszkvai Nagyszínház karmestereként működött. 1921-ben kinevezték az Orosz Balett, Szergej Gyagilev társulatának karmesterévé. 1924-ig dolgozott ezzel az együttessel, egyebek közt Párizsban, Londonban, Monte-Carlóban és Brüsszelben. 1922. június 3-án ő dirigálta Igor Sztravinszkij Mavra című operájának bemutatóját a Párizsi Operában.
1924 és 1936 között újra a Varsói Filharmonikusok és a Varsói Nagyszínház zenekarának élén állt. Bemutatta Rimszkij-Korszakov Az aranykakas, Różycki Beatrix Cenci című operáját, Anton Rubinstein Démon-ját, Gounod Faust-ját, Bizet Carmen-ját, Csajkovszkij Anyegin-jét és Puccini Bohémélet-ét.
Külföldön is fellépett. 1925-ben koncertsorozatot vezényelt a Tearo Colónban, Buenos Aires híres operaházában, 1929-ben az Opéra Privé de Paris-ban orosz szerzők (Borogyin, Muszorgszkij, Rimszkij-Korszakov) operáit mutatta be, amelyekkel aztán Latin-Amerikában is turnézott.
1929-ben villát építtetett Varsó Saska Kępa városrészében, az Elsterski utca 3. alatt, majd itt élt feleségével, Haliną Szmolcównával, aki a Varsói Nagyszínház és a Nemzeti Opera primabalerinája volt. 1934 és 1939 között megszervezte, majd irányította a Lengyel Rádió Szimfonikus Zenekarát. Az állandó rádiós szerepléseken túl nyilvános fellépéseik is voltak Varsóban és Krakkóban (Wawel-koncertek, 1936-1939), sőt a Párizsi Világkiállításon felléptek, ahol a zenekar aranyérmet is nyert.
1939 novemberében – drámai körülmények között – Bécsen és Milánón keresztül Párizsba utazott. 1940-ben itt is több fellépése volt, de hangversenysorozatot vezényelt a BBC számára Bristolban, illetve koncerteket adott Londonban és Hágában a második világháború lengyel áldozataiért. 1940 novemberében Dél-Amerikába ment, 1940/1941-ben ő volt a Teatro Colón zenekarának dirigense Buenos Airesben. Az 1942–1945 közötti éveket az Egyesült Államokban töltötte, többféle feladatot vállalva (hangszerelés, vezénylés) és művészi kompromisszumokat kötve. Ahogy egy 1945. november 6-án, Stefan Spiessnek írt levelében fogalmazott: „jó koncertek” csak Montrealban, Torontóban és New Yorkban voltak,  Witold Małcużyńskival és Bronisław Hubermannal, Bach, Beethoven és Szymanowski műveit tolmácsolva.
1946-ban visszatért Európába, ahol számos hangversenyt adott, elsősorban az Egyesült Királyságban, Hollandiában és a skandináv országokban. Lengyelországba való hazatérése utáni első koncertjét 1946. októberében adta, a műsoron Mieczysław Karłowicz Epizod na maskaradzie (Álarcosbáli jelenet) című darabja, Roman Palester Hegedűversenye és Szymanowski Harnasie (Betyárok) című kompozíciója szerepelt. 1947-ben ő lett a Lengyel Rádió katowicei szimfonikus zenekarának vezetője. Ezzel az együttessel felléptek Varsóban, Wrocławban, Krakkóban, illetve szerepeltek Csehszlovákiában (1948), Romániában és Magyarországon is (1950). A zenekarnál töltött utolsó éveiben együttműködött utódjával, Jan Krenzcel.
Fitelberg tanított is: 1927 és 1930 között vezénylést és zenekari ismereteket a Varsói Konzervatóriumban, 1950/1951-ben pedig a Katowicei Zeneművészeti Főiskola professzoraként. Tanítványa volt mások mellett  Mieczysław Mierzejewski, Marian Neuteich, Olgierd Straszyński illetve Karol Stryja, aki a későbbi Grzegorz Fitelberg Nemzetközi Karmesterverseny kezdeményezőjeként is ismertté vált.
2004-ben, a művész születésének 125. évfordulójára, Krzysztof Szyrszeń rendezvények sorát szervezte meg Lettországban Fitelberg emlékezetére, és emléktáblát avatott Daugavpilsben, a karmester szülővárosában.
Grzegorz Fitelberg volt az édesapja Jerzy Fitelberg amerikai-lengyel zeneszerző-karmesternek (1903–1951).

## Fitelberg az új lengyel zenéért
Witold Lutosławski röviddel Fitelberg halála után így emlékezett meg róla:
Minden új mű, amely a tehetség jeleit mutatta, kíváncsisággal és lelkesedéssel töltötte el. A lengyel zeneművek többségének világpremierjét Fitelberg vezényelte, a többi karmesternek az új lengyel zenétől való vonakodása és gyakran inkompetenciája miatt. Fitelberg tehetsége, a kortárs zenei nyelv nagyszerű ismerete és lelkesedése az újonnan komponált művek iránt hatalmas bátorítást adott az új zeneszerzőknek. Fitelberg népszerűsítette a fiatal lengyel zenét, és nélküle az ifjú komponisták nem tudták volna kibontakoztatni a képességeiket, illetve megszerezni a szükséges tapasztalatokat. Nem túlzás azt mondani, hogy Fitelberg nagyban hozzájárult a korszak lengyel zenei terméséhez […] Fel kell ismernünk, hogy Fitelberg megjelenéséig az új lengyel zene nem igazán volt ismert a világban. Vitatható például, hogy Karol Szymanowski munkái megtalálták volna-e útjukat a világ nagy hangversenytermeibe pusztán attól, hogy a Universal Edition nyomtatott formában publikálta őket, Fitelberg nélkül, aki teljes művészi értékükben és szuggesztíven előadta őket Európa és Amerika számtalan színpadán.

### Bemutatók
Fitelberg számos mű lengyelországi bemutatóját vezényelte, egyebek közt (zárójelben a premier helye és éve):
- Mieczysław Karłowicz:
  - Odwieczne pieśni (Örök dalok) op. 10 (Berlin, 1907)
  - Litewska rapsodia (Litván rapszódia) op. 11 (Varsó, 1909)
  - Smutna opowieść (Szomorú történet) op. 13 (Varsó, 1908)
  - Epizod na maskaradzie (Álarcosbáli jelenet) op. 14, a művet Fitelberg fejezte be és ő is hangszerelte (Varsó, 1914)
- Karol Szymanowski:
  - Uwertura koncertowa (Hangverseny nyitány) op. 12, a zeneszerző és a karmester közösen hangszerelte újra (Varsó, 1906)
  - I Symfonia (1. szimfónia) op. 15 (Warszawa, 1909)
  - II Symfonia (2. szimfónia) op. 19, Fitelbergnek ajánlva. A művet 1936-ban az ő részvételével áthangszerelték (Varsó, 1911)
  - Pieśni miłosne Hafiza (Háfiz szerelmes dalai) op. 26 (Párizs, 1925)
  - Pieśni księżniczki z bajki (A mesebeli hercegnő dalai) op. 33 (Varsó, 1933; Ewa Bandrowska-Turska – szoprán)
  - Demeter (Démétér) kantáta op. 37 bis[4]) (Varsó, 1931)
  - Stabat Mater (Stabat mater) op. 53 (Varsó, 1929)
  - Harnasie (Betyárok) balett-pantomim op. 55 (a bemutató 1935-ben volt Prágában, az első koncertszerű előadása pedig 1936-ban, Krakkóban)
  - Veni Creator (Veni creator Spiritus) kantáta op. 57 (Varsó, 1930)
  - Litania do Marii Panny (Litánia Szűz Máriához) op. 59 (1933)
  - IV Symfonia (Symphonie Concertante) (4. szimfónia „Sinfonia Concertante”) op 60, a zongoraszólamot a zeneszerző játszotta (Poznań, 1932)
  - II koncert skrzypcowy (2. hegedűverseny) op. 61 (Varsó 1933), Paweł Kochański szólójával
- Igor Stravinsky
  - Mavra opera (Párizs, 1922)
- Grażyna Bacewicz:
  - 3 karykatury (Három karikatúra) (Varsó 1933)
  - Convoi de joie (Az öröm menete), Varsó 1934)
  - Sinfonietta (Sinfonietta) vonószenekarra (Varsó 1936)
  - I Koncert skrzypcowy (1. hegedűverseny) (1937)
  - Trzy pieśni do słów arabskich z X wieku (Három dal; 10. századi arab versek, L. Staff fordításában) (1938)
  - Koncert (Concerto vonószenekarra) (Varsó 1950)
- Andrzej Panufnik:
  - Mała uwertura (Kis nyitány) (1937, a mű elveszett 1944-ben)
- Witold Lutosławski:
  - Wariacje symfoniczne (Szimfonikus változatok) (Varsó, 1939)
  - I Symfonia (1. szimfónia)[5]
  - Uwertura smyczkowa (Nyitány vonószenekarra) (Praga, 1949)
  - Mała suita (Kis szvit) a szimfonikus zenekari változatból (Varsó, 1951)
  - Tryptyk śląski Sziléziai triptichon) (Varsó, 1951)

### Hangszerelések és saját kompozíciók
Fitelberg, a remek hangszerelő gyakran segített barátjának, Karol Szymanowskinak műveinek szimfonikus zenekarra ültetésében, illetve nem egyszer maga végezte el a hangszerelést:
- Uwertura koncertowa (Hangverseny nyitány) op. 12 (1904–1905), melyet közösen hangszereltek újra 1912/1913-ban
- II symfonia (2. szimfónia) op. 19 (1909–1910), Fitelbergnek szóló ajánlással. 1. tételét a zeneszerzővel közösen, a többit a szerző kérésére Fitelberg önállóan hangszerelte meg (1936)
- Fitelberg önálló hangszerelései: 
  - Etiudę b-moll (b-moll etűd) op. 4 nr 3,
  - Trzy fragmenty z poematów Kasprowicza (Három részlet Jan Kasprowicz költeményeiből) op. 5,
  - Nokturn i tarantellę (Nocturne és tarantella) op. 28,
  - Pieśń Roksany z opery Król Roger (Roxana dala a Roger király című operából) (op. 46),
  - Cztery tańce polskie oraz pieśni: op. 13 nr 2 i 4,
  - Pieśni miłosnych Hafiza (Háfiz szerelmes dalai) op. 24 nr 6,
  - Pieśni kurpiowskie (Kurpiai dalok) op. 58 nr 1, 3, 5, 7, 9.

Karłowicz szimfonikus költeményét (Epizod na maskaradzie op. 14) Fitelberg fejezte be, illetve részben hangszerelte is a komponista korai halála miatt.
Fitelberg néhány fontosabb saját kompozíciója:
- Pieśń o sokole (Dal a sólyomról) szimfonikus költemény op. 18 Makszim Gorkij műve nyomán (1905),
- II symfonię (2. (A-dúr) szimfónia) op. 20 (1907)
- Rapsodię polską (Lengyel rapszódia) op. 25 (1913)
- II rapsodię (2. rapszódia) (1914)
- W głębi morza (A tenger mélyén)[8] zenekari képek, nagy szimfonikus zenekarra op. 26 (1914).

További zenekari művek:
- Koncert skrzypcowy d-moll (Hegedűverseny, d-moll) op. 13 (1902–1903)
- Uwertura (Nyitány) op. 14 (1905)
- I Symfonia e-moll (1. (e-moll) szimfónia) op. 16 (1904)
- Uwertura (Nyitány) op. 17 (1906)
- Protesilaus i Laodamia (Próteszilaosz és Laodameia) op. 24 (1908)

Kamaraművek: 
- Sonata na skrzypce i fortepian a-moll (1. hegedű-zongora szonáta, op. 2 (1894, a mű 1989-ben Paderewski-díjat kapott)
- Trio fortepianowe f-moll (Zongoratrió, f-moll) op. 10 (1901)
- Romances sans paroles, (Románcok szöveg nélkül, két darab hegedűre és zongorára: op. 11, D-dúr (1892) és A-dúr[9] (1900)
- II Sonata na skrzypce i fortepian (2., F-dúr hegedű-zongora szonáta) op. 12 (1901)
- Pieśni (Dalok) op. 19, 21, 22, 23

## Diszkográfia
Két CD-t adtak ki Grzegorz Fitelberg műveivel:
- Az összes hegedűre és zongorára írt darab (Acte Préalable kiadó, AP0207; 2010.)
- Zongoratrió op. 10 és Dalok op. 21, 22. (Acte Préalable kiadó, AP0287; 2013.)

Fitelberg karmesterként három CD felvételen szerepel:
1. Karłowicz – három szimfonikus költeménye (PRCD 109): 
- Powracające fale (Visszatérő hullámok) op. 9,
- Stanisław i Anna Oświecimowie (Stanisław és Anna Oświęcim[10]) op. 10
- Epizod na maskaradzie (Álarcosbáli jelenet) op. 14

2. 2 CD-ből álló album, lengyel szerzők műveivel (PRCD 184–185). Az album a Fryderiki 2003 Az év albuma díját kapta, a zenekari muzsika kategóriában:
- Moniuszko Bajka (Mese),
- Noskowski Step op. 66,
- Fitelberg Pieśń o sokole (Dal a sólyomról) op. 18,
- Karłowicz Epizod na maskaradzie (Álarcosbáli jelenet) op. 14,
- Lutosławski Mała suita (Kis szvit, szimfonikus változat),
- Szymanowski: II symfonia (2. szimfónia) op. 19, I koncert skrzypcowy (1. hegedűverseny op. 35 (Eugenia Umińska hegedűművész közreműködésével), Cztery fragmenty z baletu Harnasie, Négy részlet a Betyárok című balett-pantomimból) Pieśń Roksany z op. Król Roger (Roxana dala a Roger király című operából), Tarantella (Tarantella) op. 28

## Elismerések
Fitelberg több kitüntetést is kapott:
- Lengyelország Újjászületése érdemrend tiszti keresztje – 1928.
- Arany Érdemkereszt – 1932.
- Lengyelország Újjászületése érdemrend parancsnoki keresztje a csillaggal – 1947.[11]
- Munka Vörös Zászló Érdemrend, I. fokozata – 1950.[12]
- Állami Díj I. fokozata – 1951.

Ezeken túl a Becsületrend lovagja, a Corona Italia parancsnoki keresztjének birtokosa volt, de kapott görög, jugoszláv és román kitüntetéseket is. Katowicében róla nevezték el a Rádiózenekarnak is otthont adó Radiowy Dom Muzyki intézményt, illetve két verseny is a nevét viseli: a Grzegorz Fitelberg Lengyel Nemzeti Zeneszerzői Verseny és a Grzegorz Fitelberg Nemzetközi Karmesterverseny (1980-tól).

## Egy anekdota
Grzegorz Fitelberg a hőse annak az anekdotának, miszerint 1953. március 6-án – Sztálin és Prokofjev halálának másnapján – a zenekari próbán (Lengyel Rádió Szimfonikus Zenekara, Katowice) ezekkel a szavakkal fordult a zenészekhez: „Uraim, kérem álljanak fel. Tegnap meghalt a nagy szovjet zeneszerző, Szergej Prokofjev. Adózzunk emlékének egy perc néma csenddel.” Az egy perc letelte után pedig így szólt a koncertmesterhez: „Wochniak úr, állítólag Sztálin is meghalt.”.

## Fordítás
- Ez a szócikk részben vagy egészben  a   Grzegorz Fitelberg című lengyel Wikipédia-szócikk ezen változatának fordításán alapul.  Az eredeti cikk szerkesztőit annak laptörténete sorolja fel. Ez a jelzés csupán a megfogalmazás eredetét és a szerzői jogokat jelzi, nem szolgál a cikkben szereplő információk forrásmegjelöléseként.